# HMS Resolution (1771)
O HMS Resolution foi um veleiro da Marinha Real Britânica, construído em 1770 e anexado à marinha em 1772. Foi considerado um navio de excelente acabamento, e foi usado pelo capitão James Cook durante suas segunda e terceira viagens de exploração no Pacífico. O navio o impressionou o suficiente para que ele a chamasse de "o navio de minha escolha" e "o mais apto para o serviço de todos que já vi".

## Compra e reequipamento
Resolution começou sua carreira como Marquis of Granby, lançada em Whitby em 1770 e comprada pela Royal Navy em 1771 por £ 4 151 (equivalente a £ 548 199 em dias atuais). Ela foi originalmente registrada como HMS Drake, mas temendo que isso incomodasse os espanhóis, ela logo foi rebatizada de Resolution, em 25 de dezembro de 1771. Foi equipado em Deptford com os mais avançados recursos de navegação da época, incluindo uma bússola de azimute feita por Henry Gregory, âncoras de gelo e os mais recentes aparelhos para destilar água doce da água do mar. Seu armamento consistia em 12 armas de 6 libras e 12 armas giratórias. Às suas próprias custas, Cook instalou dobradiças de latão na grande cabine. Foi originalmente planejado que o naturalista Joseph Banks e uma comitiva apropriada navegassem com Cook, então uma cintura elevada, um convés superior adicional e um convés de popa elevado foram construídos para se adequar Banks. No entanto, em testes de mar, o navio foi considerado pesado na parte superior e, sob as instruções do Almirantado, as estruturas ofensivas foram removidas em uma segunda reforma em Sheerness. Posteriormente, Banks se recusou a viajar sob as "condições adversas" resultantes e Johann Reinhold Forster e seu filho, George, o substituiu.

## Segunda viagem de Cook

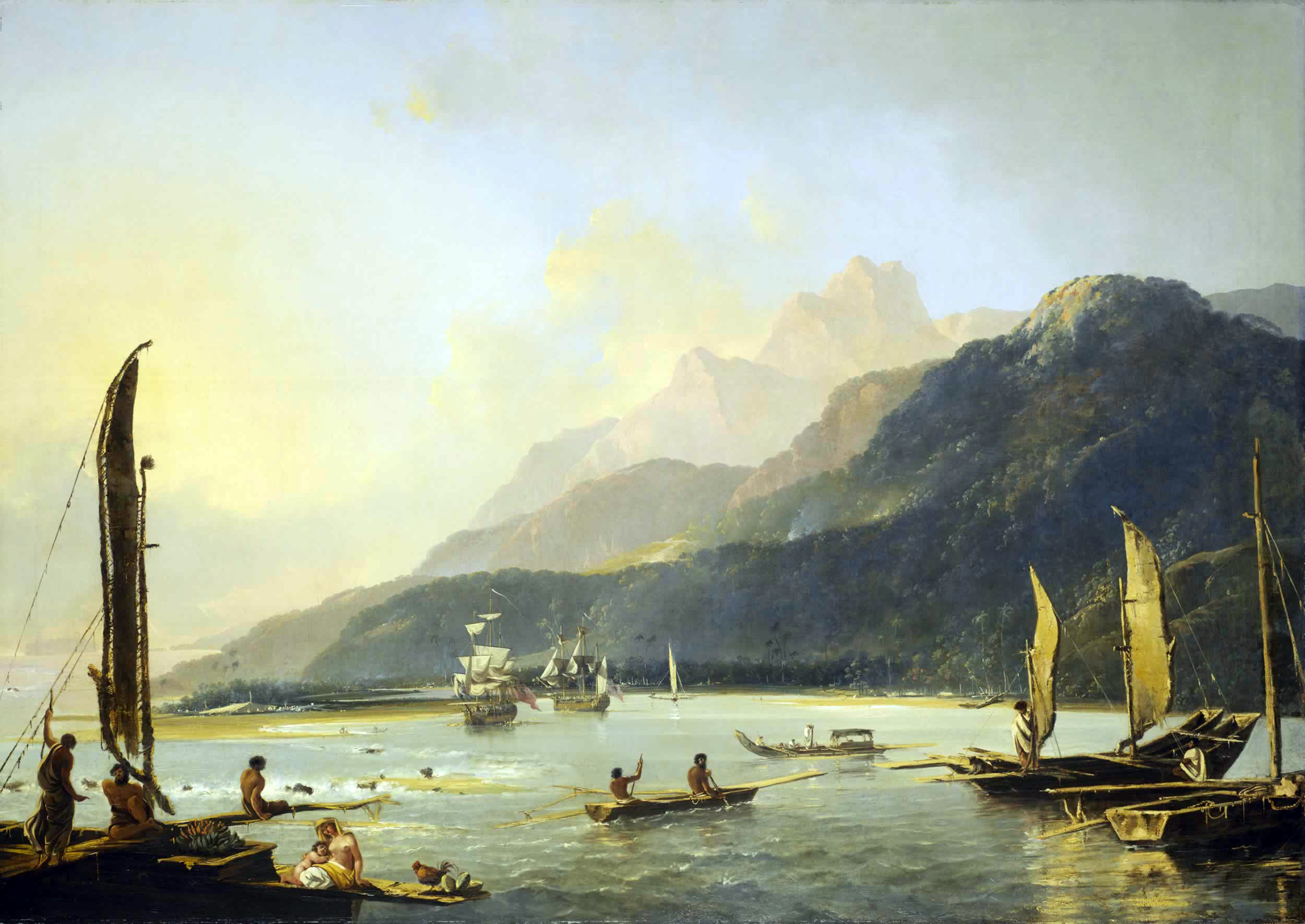
Resolução e aventura com embarcações de pesca na baía de Matavai, pintada por William Hodges em 1776, mostra os dois navios da segunda viagem de exploração do comandante James Cook no Pacífico fundeados no Taiti.

O Resolution partiu de Sheerness em 21 de junho de 1772, transportando 118 pessoas, incluindo 20 voluntários que haviam navegado na primeira viagem de Cook no HMS Endeavor em 1768-1771, e dois anos de provisões. Ele se juntou ao HMS Adventure em Plymouth e os dois navios partiram das águas inglesas em 13 de julho de 1772.
A primeira escala de Resolution foi em Funchal, na Ilha da Madeira, onde chegou a 1 de Agosto. Cook elogiou as suas qualidades de navegação num relatório ao Almirantado da Funchal Roads, escrevendo que "dirige, trabalha, navega bem e é extraordinariamente rígida e parece prometer ser um navio seco e muito fácil no mar". O navio foi reprovisionado com água doce, carne bovina, frutas e cebolas e, após uma nova parada de abastecimento nas ilhas de Cabo Verde, duas semanas depois, partiu para o sul em direção ao Cabo da Boa Esperança. Vários membros da tripulação trouxeram macacos a bordo como animais de estimação, mas Cook os jogou ao mar para evitar que seus excrementos sujassem o navio.
Em sua primeira viagem, Cook calculou a longitude pelo método usual da distância lunar (entre a lua e outro objeto celeste), mas em sua segunda viagem o Conselho de Longitude enviou um astrônomo altamente qualificado, William Wales, com Cook e confiou-lhe um novo cronômetro marinho, o K1, recentemente concluído por Larcum Kendall, junto com três cronômetros feitos por John Arnold. O K1 de Kendall era notavelmente preciso e provou ser o mais eficiente na determinação da longitude a bordo do Resolution.
Em 17 de janeiro de 1773, o Resolution foi o primeiro navio a cruzar o Círculo Antártico e cruzou mais duas vezes na viagem. A terceira travessia, em 3 de fevereiro de 1774, foi a de penetração mais meridional, atingindo a latitude 71°10′Sul e a longitude 106°54′Oeste. O Resolution provou então que a Terra Australis Incognita de Alexander Dalrymple era um mito.  Retornou à Grã-Bretanha em 1775 e foi então pago pela viagem.

## Terceira viagem de Cook
Ela foi recomissionada em fevereiro de 1776 para a terceira viagem de Cook, que começou em 12 de julho de 1776, partindo de Plymouth, Inglaterra, durante a qual Resolution cruzou o Círculo Polar Ártico em 17 de agosto de 1778, e o cruzou novamente em 19 de julho de 1779, sob o comando de Charles Clerke após a morte de Cook. Voltaram à Grã-Bretanha em 4 de outubro de 1780.

## Serviço posterior e perda
Em 1780, o Resolution foi convertida em um transporte armado e navegou para as Índias Orientais em março de 1781. O esquadrão Sphinx and Annibal do Almirante Pierre André de Suffren (francês) capturou a Resolution em 9 de junho de 1782. No início de julho de 1782, durante a Batalha de Negapatam, Suffren enviou Resolution a Manila para comprar vergas sobressalentes, comida e munição para reabastecer sua frota. Ele então partiu em 22 de julho de 1782 e nunca mais foi visto.
Em 5 de junho de 1783, Suffren escreveu que o Resolution o fora vista pela última vez no estreito de Sunda e que ele suspeitava que ela havia afundado ou caído nas mãos dos ingleses. Uma nota do Argus de Melbourne, de 25 de fevereiro de 1879, dizia que ela havia terminado seus dias como uma embarcação portuguesa carbonizadora no Rio de Janeiro, mas isso nunca foi confirmado. O visconde Galway, um governador-geral da Nova Zelândia, possuía uma figura de proa de navio descrita como a do Resolution, mas uma fotografia dele não concorda com a figura de proa retratada na famosa aquarela de Holman.
Alternativamente, em 1789 ela pode ter sido renomeada Général Conway, em novembro de 1790 Amis Réunis, e em 1792 Liberté. A biografia de Martin Dugard de Cook, Farther Than Any Man (Mais longe que qualquer homem), publicado em 2001, afirma: "Seu destino, por alguma reviravolta cruel ironia histórica, é tão incrível como do Endeavor - o Resolution foi vendido para um francês, que o rebatizou de La Liberté e o transformou em uma baleeira, que depois terminou seus dias apodrecendo em Newport Harbor. O navio acomodou-se no fundo a apenas uma milha do Endeavour." (p. 281, Epílogo)
No entanto, há um relatório de 1881, que o Cônsul Britânico em Alexandria que estava olhando do Palácio de Ras el-Tin apontou o Resolution no porto para William N. Armstrong que atendia o rei havaiano David Kalākaua durante sua viagem ao redor do mundo.